# Parkering i sommerlandet
|  | Denne artikel er oprettet af botten Steenthbot ud fra en ekstern database. Den kan derfor have sproglige fejl eller mangler. Denne skabelon kan fjernes efter kontrol af indholdet. |

Parkering i sommerlandet er en dansk oplysningsfilm fra 1971 instrueret af Werner Hedman efter eget manuskript.

## Handling
Rådet for større Færdselssikkerhed viser vejen for god skik, når det kommer til parkering i det danske sommerland. Filmen er med i en serie på syv, der hovedsagelig drejer sig om de færdselsregler og faresituationer, som melder sig i den travle sommertrafik. De seks andre titler i serien er 'Køreklar', 'Ting og sager', 'Huset bag vognen', 'Kørsel i sommerlandet', 'Slip dem ind og ud på motorvejen' og 'På to hjul'.